# Qaleqitaa

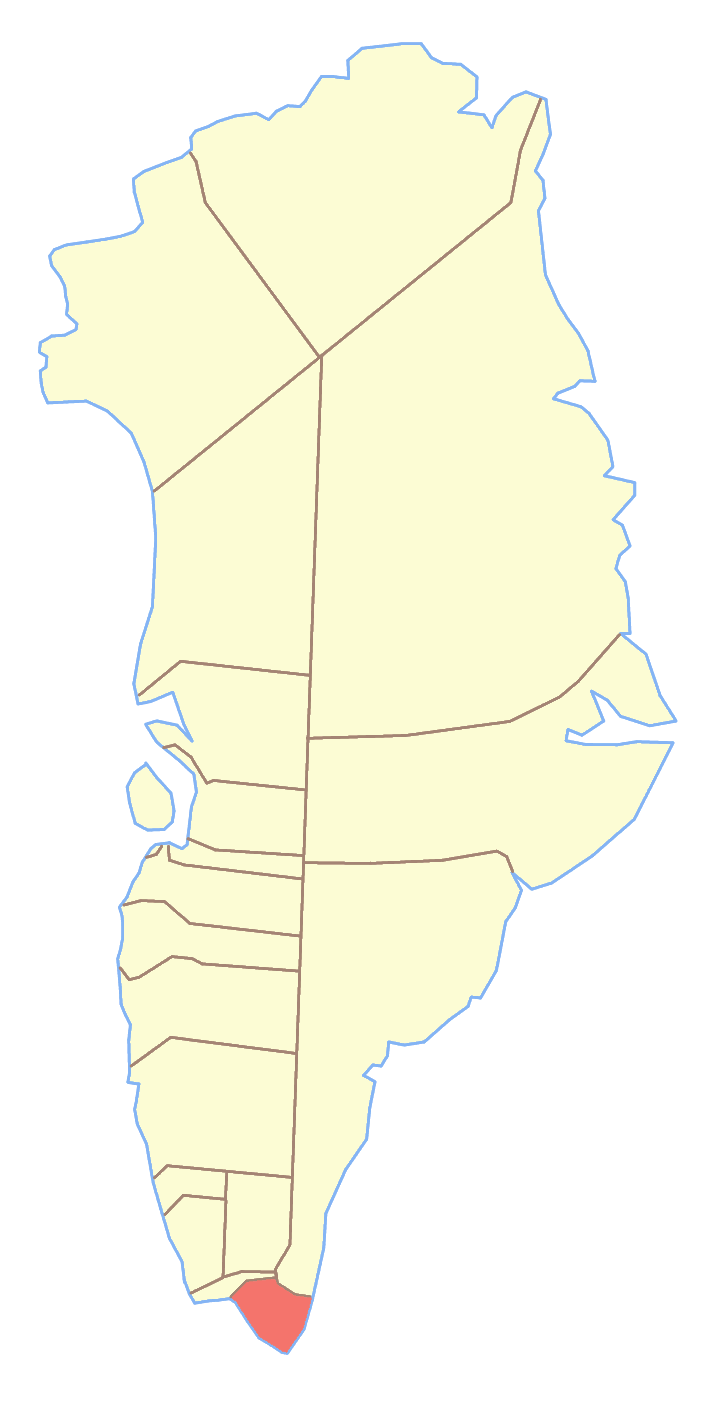
Ex comune di Nanortalik, dove si trovava il Qaleqitaa

Il Qaleqitaa è un lago della Groenlandia. Si trova presso la costa del Mare del Labrador, a 230 m sul mare, a 60°48'N 45°18'O; è situato nel comune di Kujalleq.